# St.-Lucia-See
Der St.-Lucia-See (englisch Lake St. Lucia oder Lake Saint Lucia) ist der größte See Südafrikas.

## Geographie

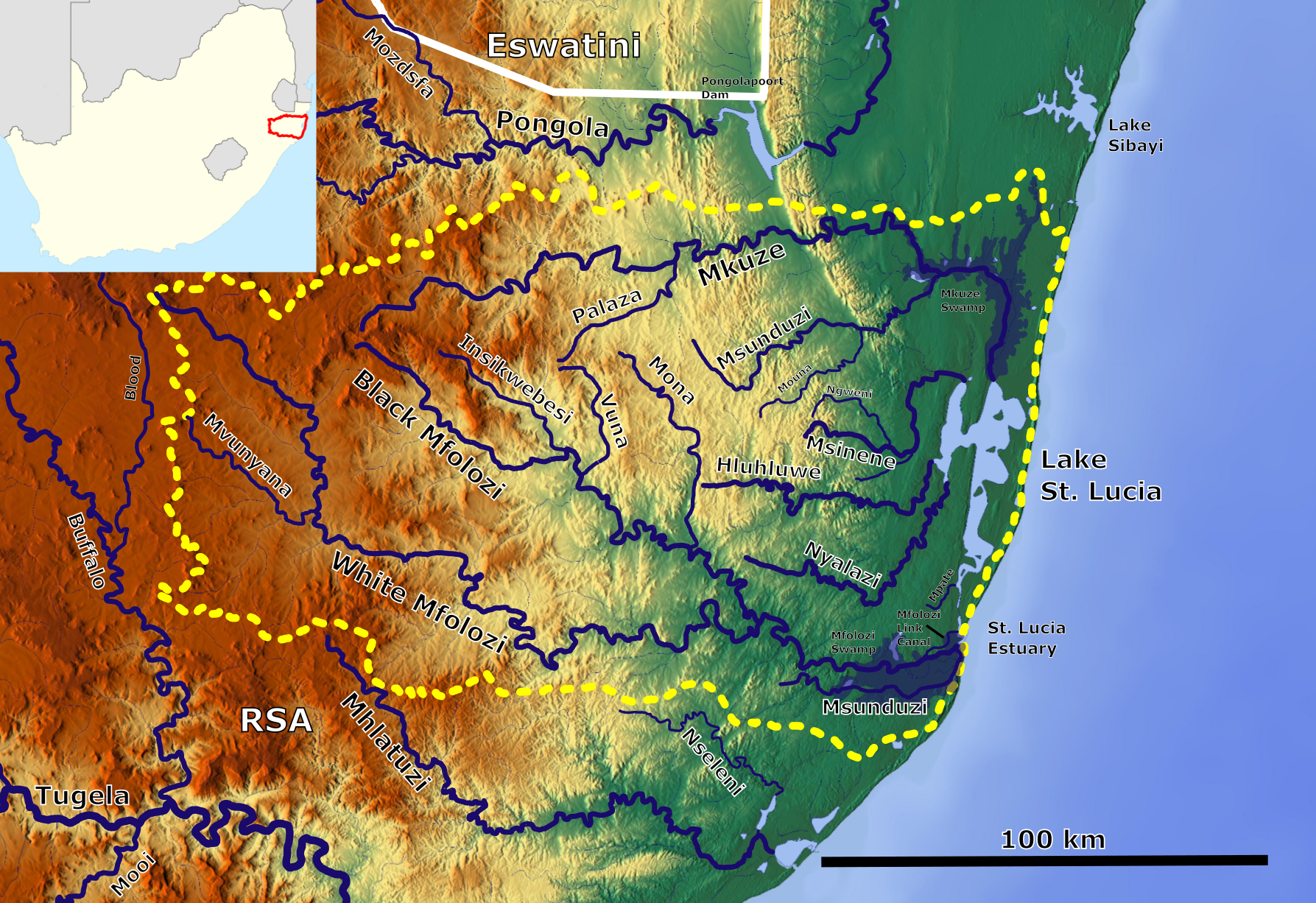
Der St.-Lucia-See im Einzugsgebiet des St.-Lucia-Ästuar

Der See ist Teil des Ästuars der Flüsse Mkuze, Nyalazi, Hluhluwe, Mpate und Mzinene. Er ist Bestandteil des iSimangaliso-Wetland-Parks, der zum UNESCO-Welterbe gehört.
Der St.-Lucia-See ist im Süden durch die 21 Kilometer langen Wetland Narrows mit dem Indischen Ozean verbunden. Die Wetland Narrows lassen einen Austausch von Wasser in beiden Richtungen zu. Folglich schwankt der Salzgehalt des Sees, der im Südteil den Salzgehalt des Ozeans annehmen kann, während der Nordteil Brackwasser oder Süßwasser enthält.
Der See liegt etwa 250 Kilometer nordöstlich von Durban. Die nächstgelegene Stadt ist Hluhluwe westlich des Sees.

## Geschichte
Der See entstand in erdgeschichtlich junger Zeit durch Veränderungen des Meeresspiegels und die Entwicklung eines Dünengürtels entlang der Küste. Dabei wurde das Niveau des St-Lucia-Sees über den mittleren Meeresspiegel gehoben. Vor Beginn des Holozäns betrug die Länge des Sees noch 112 Kilometer, bevor ein bis heute anhaltender Sedimentationsprozess einsetzte. Bei Hells Gate am St.-Lucia-See ist die Sedimentschicht 30 Meter dick.
Der St.-Lucia-See wurde am 13. Dezember 1575 von dem portugiesischen Seefahrer Manuel Perestrelo nach dem Feiertag St. Lucia benannt. 1897 wurde der See zum Game Reserve erklärt, 1999 wurde er als Teil des iSimangaliso-Wetland-Parks als UNESCO-Welterbe ausgezeichnet.
Von 2001 bis 2012 war die Mündung in den Indischen Ozean wegen des niedrigen Wasserstandes verschlossen, der Salzgehalt im nördlichen Teil war durch hohe Verdunstung auf einen höheren Wert als im Meer angestiegen. 2012 wurde deshalb von der Mündung des südlich mündenden uMfolozi ein Graben zu den Wetland Narrows gebaut, der gemeinsam mit höheren Regenfällen den Pegel des Sees ansteigen und seinen Salzgehalt normalisieren ließ. 62 Jahre vorher war diese Zuführung unterbunden worden.

## Flora und Fauna
Aufgrund des variablen Salzgehalts bietet der See zahlreichen Arten einen Lebensraum. Im Südteil herrschen Mangrovenwälder vor, während die Ufer des Nordteils meist Schilfgürtel aufweisen. Bei höherem Salzgehalt steigt die Zahl der Flamingos und Pelikane. Über 100 Fischarten sowie Garnelen laichen im See, leben aber ansonsten im Meer.